# Brigade des mineurs (livre)
Pour les articles homonymes, voir Brigade des mineurs.
Brigade des mineurs, sous-titré Immersion au cœur de la brigade de protection des mineurs, est un reportage illustré sur la brigade de protection des mineurs, écrit par Raynal Pellicer, dessiné et mis en couleurs par Titwane. L'ouvrage, qui compte 208 pages, est paru en mars 2017 aux éditions de La Martinière. Il reçoit un accueil critique positif et, en 2018, il est lauréat du Prix France Info de la bande dessinée d'actualité et de reportage.

## Synopsis
Les auteurs se rendent à la brigade de protection des mineurs pour suivre le quotidien de cette unité entre février et avril 2017. Découpé en plusieurs chapitres, le récit met en scène les témoignages des policiers sur leur travail, en fonction des compétences : section intrafamiliale, section opérationnelle, groupe internet, groupes de nuit. Les affaires traitées portent sur des sujets larges : « maltraitance, prostitution, proxénétisme, incestes, agressions sexuelles, viols, traite des êtres humains, « bébés secoués », fugues, disparitions inquiétantes... ».
La brigade, qui compte 80 policiers, traite 1 600 affaires par an.

## Genèse de l'œuvre
Titwane (nom de plume de Pierre-Antoine Thierry) est un illustrateur et graphiste installé à Tours depuis 2006. Il a illustré d'autres reportages, par exemple les personnes sans-abri dans le quartier de La Défense pour le journal La Croix.
Raynal Pellicer, écrivain et réalisateur de documentaires pour la télévision, contacte le dessinateur pour lui proposer d'illustrer des recettes de cuisine sur TF1 : Ce soir on dîne ailleurs (25 épisodes).
Pellicer souhaite tourner un film mettant en scène le quotidien de la brigade de répression du banditisme, mais se heurte à un refus. À la place, les deux collègues élaborent un livre sur le sujet. Paru en octobre 2013, il s'intitule Enquêtes générales, immersion au cœur de la brigade de répression du banditisme  (ISBN 978-2-7324-5422-1). L'accueil des lecteurs policiers est plutôt favorable et Marc Thoraval, alors directeur de la brigade criminelle, les invite à effectuer un autre reportage, pour son unité cette fois. Le livre, paru en septembre 2015, s'intitule Brigade criminelle : immersion au 36 quai des Orfèvres  (ISBN 978-2-7324-6600-2). Après avoir hésité sur l'unité à décrire dans un troisième livre, les auteurs portent leur choix sur la brigade de protection des mineurs.

## Choix artistiques
Titwane et Pellicer présentent des dialogues réels ; néanmoins, ils ont pris soin de modifier les noms, dates et lieux. Sur le plan graphique, seuls les portraits de policiers ressemblent à la réalité. 
Pellicer est resté à plein temps dans la brigade pendant deux mois pour noter et photographier. Titwane s'est rendu sur les lieux pendant une semaine mais il dessine aussi à partir des clichés envoyés par Pellicer. Dans ses travaux, il emploie surtout « l'aquarelle, l'encre aquarelle et, dans une moindre mesure, l'acrylique », ainsi que « le fusain et le pastel ». Si Pellicer a rédigé les textes, c'est l'écriture de Titwane qui paraît dans le livre.
En termes de format, le livre est un reportage illustré, plutôt qu'une bande dessinée.

## Accueil critique
En 2018, le 24e Prix France Info de la bande dessinée d'actualité et de reportage lui est décerné. Dans le sillage de l'œuvre, Titwane est invité au festival du Chien jaune, le « festival du polar », à Concarneau, en 2017 puis en 2018 ; à cette seconde occasion, il dessine l'affiche.